# Muistathan
Chansons représentant la Finlande au Concours Eurovision de la chanson
Tie uuteen päivään
(1971) Tom Tom Tom
(1973)
Muistathan (en français Te souviens-tu ?) est la chanson représentant la Finlande au Concours Eurovision de la chanson 1972, à Édimbourg, au Royaume-Uni. Elle est interprétée par Päivi Paunu et Kim Floor.

## Sélection
Muistathan est sélectionnée au moyen d'un concours par le radiodiffuseur finlandais Yleisradio (YLE). Les chansons doivent être écrite en finnois. 
Le duo de ces deux artistes qui ne se connaissaient pas est une idée du compositeur Nacke Johanssonin.
La finale nationale Euroviisut présente huit chansons le 29 janvier. Le vote des téléspectateurs se fait par carte postale. Le résultat est annoncé le 5 février : Muistathan l'emporte avec 24 963 voix, soit près d'un tiers des votes, devant Sua rakastan interprétée par Katri Helena (218 530 voix).

## Eurovision
Päivi Paunu et Kim Floor, comme ils ne croyaient pas être le vainqueur du concours finlandais, ne croient pas en leur chance au Concours Eurovision, adoptent une tenue de leurs garde-robes extravagante. Lors de la chanson devant les journalistes, la chanson est plutôt appréciée. Cependant la BBC leur demande d'avoir une tenue plus sage.
La chanson est la dixième de la soirée, suivant L-imhabba interprétée par Helen & Joseph pour Malte et précédant Falter im Wind interprétée par Milestones pour l'Autriche.
À la fin des votes, la chanson obtient 78 points et finit à la douzième place sur dix-huit participants.

### Points attribués à la Finlande
| 10 points              | 9 points                                     | 8 points                                                | 7 points | 6 points                         |
| ---------------------- | -------------------------------------------- | ------------------------------------------------------- | -------- | -------------------------------- |
|                        |                                              | - Belgique - Pays-Bas                                   |          | - Espagne - Luxembourg - Norvège |
| 5 points               | 4 points                                     | 3 points                                                | 2 points |                                  |
| - Monaco - Royaume-Uni | - Allemagne - Portugal - Suède - Yougoslavie | - Autriche - France - Irlande - Italie - Malte - Suisse |          |                                  |